# Creolen (Suriname)
De creolen zijn een Surinaamse bevolkingsgroep die grotendeels afstamt van voormalige in slavernij gebrachte Afrikanen. Veel creolen zijn van gemengd Afrikaans-Europese afkomst.
Bij de laatste Surinaamse volkstelling van 2012 identificeerden 84.933 mensen zich als creools. Daarnaast waren er ook nog 72.340 mensen die zich identificeerden als 'van gemengde afkomst'; ook van hen is een aantal van (deels) creoolse afkomst. Verder wonen door emigratie ook veel creolen buiten Suriname. Hun aantal in Nederland werd in 2008 op 132.000 geschat.
De nazaten van de marrons, mensen van Afrikaanse afkomst die zichzelf uit de slavernij hadden bevrijd en zich in het binnenland hadden gevestigd, werden in het verleden ook wel aangeduid met de term boslandcreolen. Dit ter onderscheiding van de (stads)creolen, de nazaten van eertijds vrijgelaten slaven. Dit onderscheid is in praktijk steeds moeilijker te maken en van afnemend belang. Als combinatie van beide etniciteiten wordt ook de term Afro-Surinamers gebruikt.

## Naamgeving

### Etymologie
Het woord creool is een ontlening (mogelijk via het Frans) van het Portugese crioulo, dat is afgeleid van criar ("kweken"). Het woord betekende oorspronkelijk een in de koloniën geboren persoon, onafhankelijk van de huidskleur, die niet bij de oorspronkelijke inheemse bevolking hoort. In vele landen werd het woord na verloop van tijd echter enkel voor uit blanke immigranten geboren personen gebruikt, vooral in de kolonieën van Frankrijk was dit het geval. Deze betekenisverschuiving vond aanvankelijk ook in Suriname plaats, maar daarna nam het woord de betekenis aan van een niet-inheems Surinaams persoon van gemengde Afrikaans-Europese afkomst en vandaar de huidige betekenis.

## Geschiedenis

### Engelse tijd
Al vanaf het begin van de Europese kolonisatie van Suriname werd aan slavernij gedaan. De eerste expeditie die Francis Willoughby vanaf Barbados naar Suriname uitzond bestond uit ongeveer honderd kolonisten die zich aldaar vestigden. Zij hadden het doel suikerriet te verbouwen, waarvoor veel arbeidskrachten nodig waren en hadden daarom zo'n 600 slaven meegenomen. De kolonie was al gauw welvarend en de productie van suikerriet leverde winst op.
In 1664 heroverden de Fransen Cayenne (Frans-Guyana), waardoor de Joodse planters daar als ongewenste vreemdelingen gedwongen werden te vertrekken. Onder David Nassy vertrok een grote groep van hen naar Suriname en nam zijn slaven mee.
In totaal waren bij de verovering van Suriname door de Zeeuwse commandeur Abraham Crijnssen in 1667 zo'n vierduizend Europese immigranten en slaven van grotendeels Afrikaanse afkomst in Suriname, verdeeld over ongeveer 180 plantages. Niet alle slaven waren verscheept uit Afrika; ook de inheemse Surinamers werden in die tijd als niet-blanken tot slaaf gemaakt. Hieraan kwam pas een einde nadat gouverneur van Sommelsdijck met de oorspronkelijke bewoners vredesverdragen sloot.

### Sociëteitsbestuur

#### Overname door de WIC
Nadat Suriname in 1674 officieel Nederlands werd, vertrokken meer dan 1200 Engelsen om zich op Jamaica te vestigen. Meer dan de helft van de plantages werd verlaten. Zij namen de slaven en bezittingen mee. Ook vernietigden ze hun suikermolens alvorens te vertrekken.
Door deze exodus, de bijhorende welvaartsafname en een toenemend aantal aanvallen van inheemsen en weggelopen slaven werd de kolonie een bron van zorgen, waar haar eigenaars, de Staten van Zeeland en de Staten-Generaal, liefst vanaf wilden. Ze verkochten haar voor 260.000 gulden aan de West-Indische Compagnie. Bij deze verkoop verleende de Staten-Generaal een tienjarig octrooi aan de WIC. De Compagnie kreeg een monopolie op de slavenhandel naar de kolonie, maar verplichtte zich "aen de geseyde Colonie jaerlijck te leveren sodanigen aental slaven als aldaer sullen wesen gerequireert."
Aan het monopolie van de WIC kwam in 1734 een einde. Daarna kwam de slavenhandel vooral in handen van de Middelburgsche Commercie Compagnie.

#### Slavernij in de 18de eeuw
Suriname werd in de 18de eeuw uiteindelijk een winstgevende kolonie. Het aantal plantages groeide tot 591 in 1780. Geschat wordt dat tussen de 200.000 en 275.000 Afrikanen legaal als slaven naar Suriname werden verhandeld. Deze schattingen houden echter geen rekening met de illegale slavenhandel. Het totale aantal naar Suriname verscheepte Afrikanen bedraagt mogelijk meer dan 350.000. Ongeveer 14% van hen stierf al onderweg aan uitputting en ziektes.

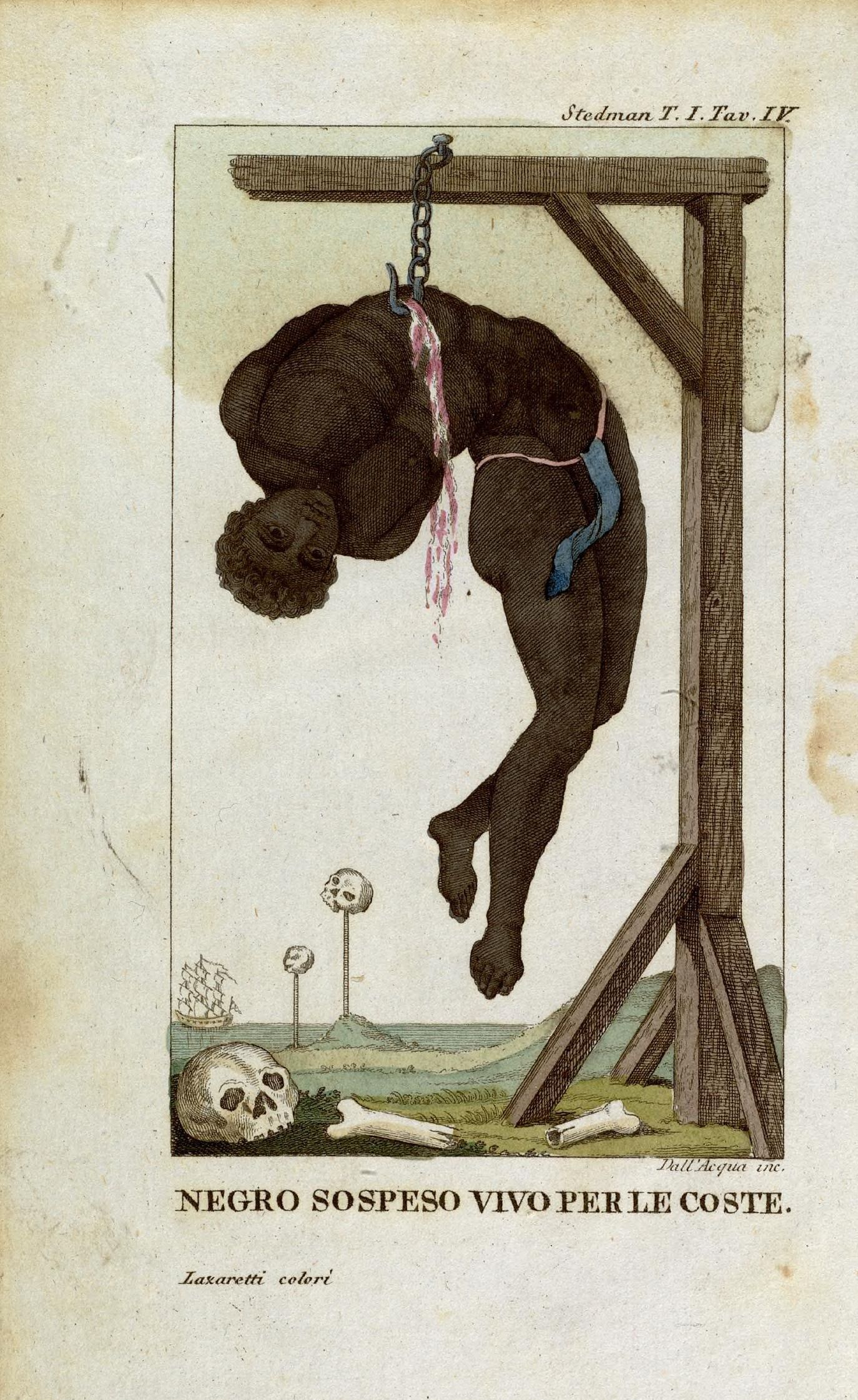
"Een neger, levend aan zijn ribben opgehangen.", afbeelding uit een Italiaanse uitgave van Stedmans boek.

Suriname had de reputatie een land met een weerzinwekkende variant van de slavernij te zijn. Dit is waarschijnlijk terug te leiden tot het verslag van de Schots-Nederlandse kapitein John Gabriël Stedman. Die had vijf jaar in Suriname gediend tegen de marrons en publiceerde daarover in 1796 een boek. Inmiddels is echter gebleken dat de passages in het boek waarin de Surinaamse slavernij als wreder dan de Britse variant worden geschilderd, later door Stedmans Britse redacteur zijn toegevoegd. Recent onderzoek steunt ook niet de bewering dat slaven in Suriname slechter leefden dan in andere Caraïbische slavenkoloniën.
Desondanks werden de slaven niet goed behandeld. De mensen moesten meestal zes dagen per week werken vaak tot diep in de nacht en kregen slechts rond de jaarwisseling enkele dagen vrij. Vrouwen liepen tevens het risico op verkrachting door de eigenaar of diens employees.
Vooral bij het aanleggen van de plantages (in feite grote polders) moesten de slaven hard zwoegen. Het dagelijkse werk op de suikerrietplantages was bovendien erg gevaarlijk; slaven verwondden zich regelmatig bij het kappen van het suikerriet. Werken met de suikermolens of in het kookhuis was nog gevaarlijker, omdat men gemakkelijk in het rad van de molen of de ketels met kokende suiker kon geraken. Dit werk werd daarom ook als straf gegeven.
Om de slaven, die getalsmatig in de meerderheid waren, onder controle te houden, gebruiken de planters lijfstraffen. Berucht is vooral de Spaanse bok. De repressie was zwaarder in plantages die dichter bij het oerwoud lagen, omdat de slaven daar de mogelijkheid hadden weg te lopen (zie Verzet). Planters probeerden de slaven ook tegen elkaar uit te spelen. Mulatten hoefden van hen bijvoorbeeld geen veldarbeid te doen en kregen een groter rantsoen.
Slaven woonden in aparte slavendorpen op de plantages. In de achttiende eeuw waren dat meestal enkele losstaande hutten, die de slaven zelf moesten bouwen en onderhouden. Ze kregen karig, eenzijdig voedsel. Een keer per jaar kregen zij een pakket met enkele kledingstukken en andere goederen. Slaven mochten als teken van hun onderworpenheid echter geen schoenen dragen.
Het sterftecijfer was erg hoog. Dit kwam voor een groot deel door de vele tropische ziekten in Suriname, maar ook hierin werkte hun behandeling mee. Slaven moesten hard werken, leefden in onhygiënische omstandigheden, werkten in stoffige loodsen en dronken vervuild water; hierdoor raakten zij gemakkelijker besmet. De administrateurs van de plantages klaagden voortdurend over deze hoge sterfte, maar losten het probleem doorgaans op door nieuwe slaven te kopen en niet door te investeren in een betere behandeling van de slaven.
Slaven mochten niet trouwen, maar wel kinderen krijgen. Dit gebeurde echter niet veel. Door de slechte behandeling waren vrouwen mogelijk fysiek niet goed in staat kinderen te krijgen of een zwangerschap succesvol uit te dragen. Het is echter waarschijnlijk dat zij er bewust voor kozen geen kinderen te krijgen. Na de emancipatie steeg het geboortecijfer onder de vrijgemaakten, zelfs wanneer hun economische omstandigheden (zoals soms het geval was) verslechterden.
Gecombineerd met het hoge sterftecijfer zorgde dit lage geboortecijfer ervoor dat er een sterfteoverschot was: de kolonie had een constante toevoer van nieuwe slaven nodig om een stabiele slavenpopulatie te behouden. Dit verklaart waarom Suriname bij de emancipatie slechts 44.911 kleurlingen telde, hoewel tussen de 200.000 en 350.000 Afrikanen als slaaf naar de kolonie waren getransporteerd. Ook dit was echter geen typisch Surinaams fenomeen. Het was het geval in alle koloniën waar slavernij was, behalve Barbados.

#### Verzet
De slaven ondergingen hun behandeling niet verzetsloos. Tot de negentiende eeuw was de voornaamste verzetsmethode het weglopen. Weglopers waren vooral zogenaamde 'zoutwaternegers', slaven die van overzee aangevoerd waren. In de kolonie geboren slaven hadden hun roots en familie op de plantage en liepen daardoor minder vaak weg. De ontsnapte slaven die er in slaagden in het oerwoud te overleven (en hun nazaten) werden marrons. Deze overvielen af en toe de plantages om voedsel en wapens te verkrijgen en bevrijdden daarbij tegelijk andere slaven. Niet alle slaven liepen echter voorgoed weg. Soms was weglopen een vorm van protest, of werd het gedaan om een partner op een andere plantage te bezoeken. Slaven die hierbij betrapt werden kregen tachtig zweepslagen, of werden maanden in de boeien geslagen.
Er waren ook andere vormen van verzet, zoals sabotage en lijntrekkerij. Slaven protesteerden ook openlijk als verworven rechten, zoals vrije dagen, werden geschonden. In 1835 protesteerden de slaven op de plantage Zeezigt bijvoorbeeld met stakingen en werkweigering tegen de nieuwe directeur Guicherit. Deze protesten waren uiteindelijk succesvol: Guicherit werd ontslagen.
Doordat zij strikt van de blanke bevolking gescheiden bleven, ontwikkelden de slaven een eigen cultuur met een sterk West-Afrikaanse invloed. Ze hadden een eigen religie, Winti, en een eigen taal, het Sranantongo. Ook deze gebruikten zij als subtiele vorm van verzet. Veel slavenliederen hadden bijvoorbeeld een kritische ondertoon. De planters hadden dit echter niet door omdat zij het Sranantongo vaak maar gebrekkig beheersten.

### Napoleontische tijd
Ik ben nog in geen enkele kolonie geweest, waar de slaven zo slecht worden behandeld, zulk slecht voedsel en zulke sobere kleding ontvangen en waar zij toch tot zulk zwaar arbeid, boven hun krachten worden genoodzaakt.
— Pinson Bonham, Britse gouverneur van Suriname 1811-1816 in een brief aan Londen.

Na het uitroepen van de Bataafse Republiek (een Franse vazalstaat in Nederland) in 1795 veroverden de Britten in 1799 Suriname. De kolonie werd met de vrede van Amiens (1802) teruggegeven aan Nederland, maar twee jaar later al weer heroverd. Ze bleef hierop onder Brits bestuur tot de vrede van Parijs (1815).
De Britten lieten de slavernij voortbestaan. Het revolutionaire Frankrijk schafte deze echter in heel het Franse koloniale rijk, onder andere in het aan Suriname grenzende Cayenne (Frans-Guyana), af. Een groot aantal slavenhouders werd uit de kolonie verbannen en vond asiel in Suriname. Tegelijk ontstond een slechts met grote moeite in te dammen vluchtbeweging van slaven naar Cayenne, waar zij vrij waren.
Dit betekent echter niet dat de Britten positief stonden tegenover slavernij, en zeker niet tegenover de manier waarop deze in de Nederlandse koloniën bedreven werd. Britse officieren toonden zich regelmatig verontwaardigd over de Nederlandse praktijken, zoals het gebruik slaven in Fort Zeelandia met Spaanse bokken te laten tuchtigen. Ook probeerden zij de slavenhandel in te dammen. In 1806 werd bepaald dat per honderd al in de kolonie aanwezige slaven jaarlijks slechts maximaal drie nieuwe slaven mochten worden ingevoerd. In 1808 werd de invoer van nieuwe slaven naar Suriname volledig verboden. Hierop ontstond een grootschalige slavensmokkel.

### Slavernij na de slavenhandel
Nederland verbood de slavenhandel in 1814 onder druk van het Verenigd Koninkrijk. (Het verbod van 1808 sloeg enkel op Suriname, dat toen onder Brits bestuur was.) Slavernij zelf bleef echter legaal. De productie in de kolonie begon echter gevaar te lopen door het hoge sterftecijfer onder de slaven (zie sectie Slavernij tijdens de 18de eeuw). De overheid begon daarom aan een lotsverbeteringsbeleid. Zo werden slaven in dat jaar officieel erkend als personen. (Voordien golden zij voor de wet niet als personen, maar als roerende goederen.) Ze golden echter nog steeds als onmondig.
Mede door deze reglementen verbeterde de behandeling van de slaven licht tijdens de negentiende eeuw. Geleidelijk aan werden de voorzieningspakketten groter en beter; mochten de slaven hun karig rantsoen aanvullen door te jagen of voedsel te verbouwen en vervingen de plantages de slavenhutten door blokwoningen: lange houten gebouwen, die betere levensomstandigheden boden. Slaven die een vak hadden geleerd, zoals timmerman of naaister, slaagden er in deze periode soms zelfs in zoveel geld te verdienen dat ze zichzelf en anderen vrij konden kopen. Hierdoor groeide het aantal vrije kleurlingen sterk. (Zie sectie Vrije kleurlingen voor de emancipatie.)
De planters meenden met deze maatregelen de slaven meer te binden aan de belangen van de plantage. Hiervoor begonnen ze hen ook tot het christendom te bekeren, wat voordien niet gedaan werd, want, in de woorden van een planter: "De Hemel was voor geene Swarten gemaakt, die waaren alle des Duyvels, die moesten maar werken en de planters tot playsier zyn."

### Emancipatie

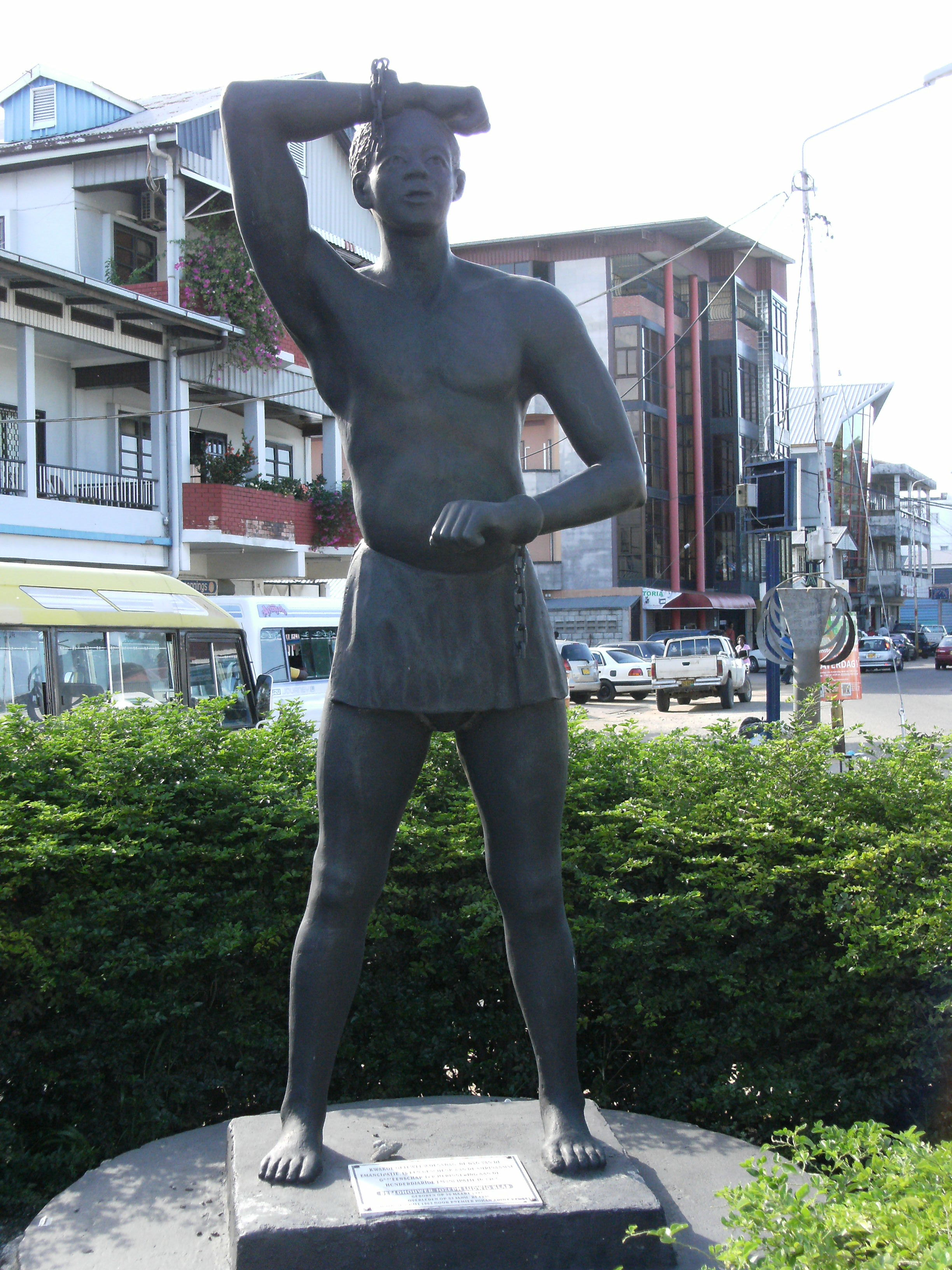
monument ter herdenking van de slavernij in Paramaribo

In de loop van de eerste helft van de 19de eeuw werd het systeem van de slavernij steeds onhoudbaarder. Het Verenigd Koninkrijk schafte de slavernij in 1833 af, Frankrijk in 1848 (Napoleon had de slavernij in sommige koloniën opnieuw ingevoerd). De slaven zelf werden ook steeds meer een macht waar rekening mee gehouden moest worden. In de loop van de negentiende eeuw begonnen zij aan groepsprotesten te doen, bijvoorbeeld wanneer ze tegen hun wil verhuisd zouden worden. (Deze hadden meestal geen succes.) Ook ontstond een stroom van gevluchte slaven naar Brits Guyana en Cayenne, "als door de bodem van een lekke ton". In 1861 brak in Coronie een slavenopstand uit, die enkel met wapengeweld kon worden onderdrukt.
In Nederland zelf was er weinig protest tegen de slavernij. Pas in de jaren veertig van de 19de eeuw werd de roep om de slavernij af te schaffen groter. Vooral binnen de Réveilbeweging waren veel abolitionisten te vinden. In 1842 richtten enkele aanhangers hiervan de Nederlandsche Maatschappij ter Bevordering van de Afschaffing der Slavernij op.
De slavernij werd officieel op 1 juli 1863 afgeschaft door de Emancipatiewet. Het paleis van de gouverneur, andere publieke gebouwen en de schepen in de haven van Paramaribo waren op die dag met vlaggen versierd. Om zes uur 's morgens kondigden 21 kanonschoten vanuit Fort Zeelandia het einde van de slavernij aan. Grote menigten verzamelden zich op de pleinen voor het fort en de kerken hielden dankdiensten. 1 juli is tegenwoordig een Surinaamse feestdag, Ketikoti ("ketenen gebroken").
Door de emancipatie werden 32.911 mensen bevrijd. Slavenbezitters kregen een vergoeding van 300 gulden per vrijgemaakte slaaf. De slaven zelf ontvingen geen vergoeding. De achternamen die bij de emancipatie werden toebedeeld verwezen veelal naar Nederlandse begrippen.

### Staatstoezicht
Hoewel de slavernij was afgeschaft, kregen de vrijgemaakten niet onmiddellijk de volledige vrijheid. Zij werden verplicht nog tien jaar lang op basis van jaarcontracten als contractarbeiders in hun district te blijven werken. Dit wordt de periode van "staatstoezicht" genoemd, waarbij de vrijverklaarden onder toezicht van een districtscommissaris van de overheid kwamen. Er werden deze periode diverse beperkingen ingesteld waardoor op deze manier de slavernij deels nog voortgezet werd.
De officiële reden voor het staatstoezicht was dat deze tijd nodig zou zijn om de vrijgemaakten te leren regelmatig te werken en een zedelijk leven te leiden. Historici zoals Patricia D. Gomes argumenteren echter dat eigenbelang een grotere rol speelde: men wilde allicht zo lang mogelijk verder profiteren van de zwarte arbeiders en de tijd gebruiken om vervangers te vinden. Deze werden uiteindelijk gevonden in de vorm van Hindoestaanse en Javaanse contractarbeiders ('koelies').
Ondanks het feit dat ze nu "vrij" waren, waren de voormalige slaven er tijdens het staatstoezicht slechter aan toe dan voor de emancipatie. Ze konden nu kiezen voor wie ze "wilden" werken, maar kregen voor dit werk slechts een ontoereikend loon. Naast de verplichting te werken, nam de regering ook meerdere maatregelen om te verhinderen dat de vrijgemaakten zich aan het veldwerk zouden onttrekken, of bezit zouden vergaren. Zo mochten zich enkel met toestemming van het koloniale en plantersgezag verplaatsen en er kwam een einde aan het lotsverbeteringsbeleid.

### Vrije kleurlingen voor de emancipatie

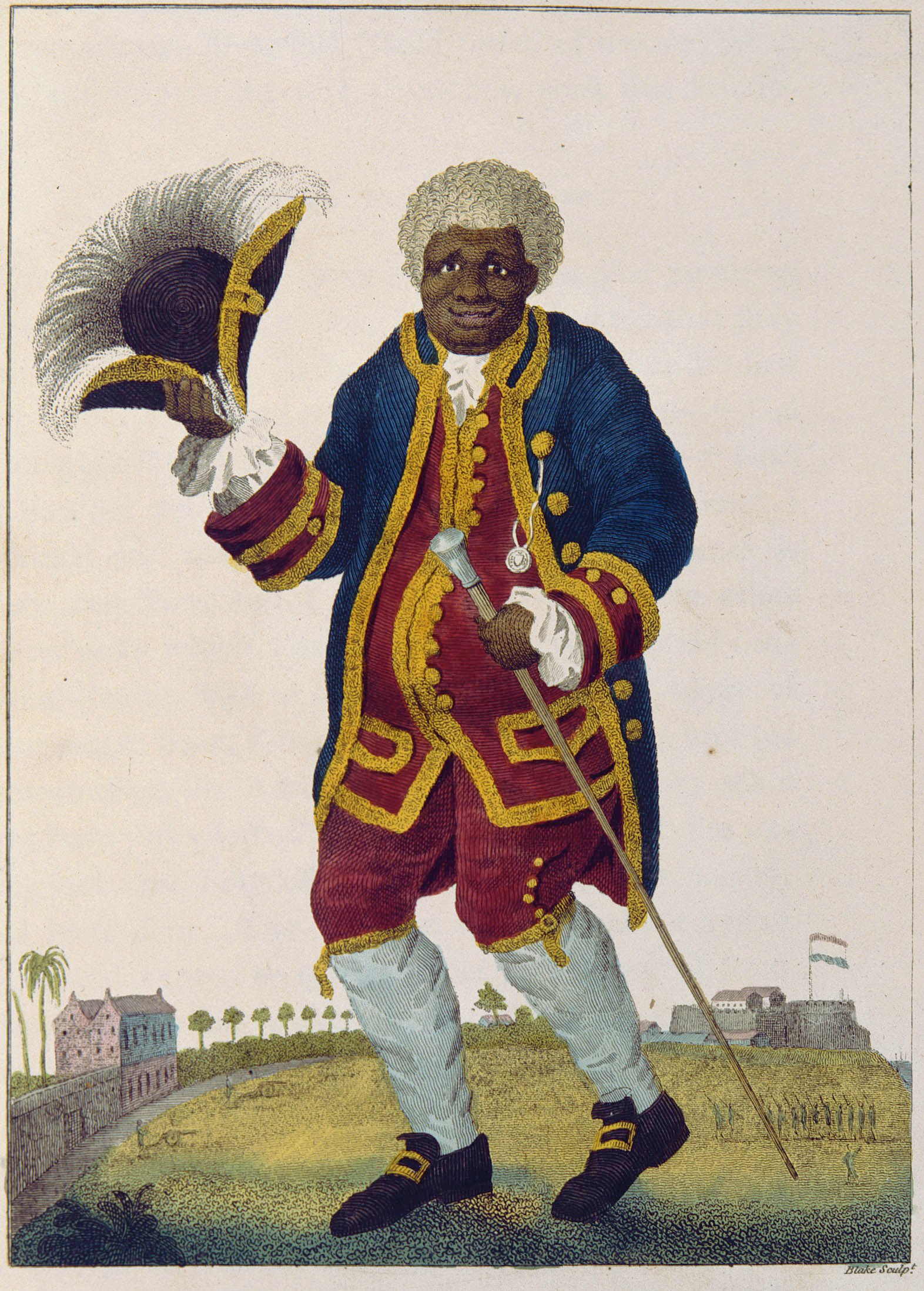
Quassie van Timotibo, een bekende 18de-eeuwse vrije kleurling in Suriname

Al tijdens de slaventijd bestond er een groep van vrije kleurlingen in Suriname. Ze bestond uit vrijgelaten of vrijgekochte slaven en hun vrije nazaten en groeide sterk tussen 1800 en 1863. Bij de afschaffing van de slavernij waren van de iets minder dan 45.000 kleurlingen in de kolonie 7000, ofwel 16% al vrij. In Paramaribo was dit zelfs 65%.
Deze groep had het veelal goed en was niet, zoals vaak wordt gedacht, overwegend arm. Velen van hen waren ambachtslieden, waarnaar een grote vraag was in Suriname, en werden dus goed betaald. Een aantal behoorden tot de elite van Suriname en waren planter of administrateur, daarmee dus direct betrokken bij de slavernij waar ze zelf uit voortkwamen. Ook hechtten zij een groot belang aan een goede opleiding - sommigen sloten zelfs een universitaire opleiding af in Nederland - en onderhielden veelal actieve banden met hun voormalige meesters, die hen regelmatig vermeldden in hun testament.
Een andere overwinning kwam met het eerste couplet van het volkslied van Suriname, God zij met ons Suriname; dit couplet is in het Sranantongo.
Belangrijke personen en organisaties waren:
Julius Gustaaf Arnout Koenders
Sophie Redmond (onafhankelijk), radio rubriek in Sranantongo
Johan Adolf Pengel (Nationale Partij Suriname)
Eddy Bruma (Wi Egi Sani, Partij Nationalistische Republiek)
Henck Arron (Nationale Partij Suriname)

## Politiek
Uitgaande van de volkstelling van 2012 identificeerden 84.933 mensen zich als creools. Hiermee zou het creoolse electoraat bestaan uit ten minste 60.000 kiezers vanaf de kiesgerechtigde leeftijd van 18 jaar. Het creoolse electoraat is altijd heterogeen geweest, en meer door de westerse cultuur beïnvloed. De creolen kennen dan ook minder partijtrouw dan de Hindoestanen, die meer aan hun traditionele cultuur en affiliaties vasthouden.
Partijen met een grotendeels creoolse aanhang zijn (of waren):
- Nationale Partij Suriname (NPS)
- Nationale Democratische Partij (NDP)
- Progressieve Arbeiders en Landbouwers Unie (PALU)
- Surinaamse Partij van de Arbeid (SPA)
- Progressieve Nationale Partij (PNP) (opgeheven)
- Surinaamse Democratische Partij (SDP) (opgeheven)
- Partij Nationalistische Republiek (PNR) (opgeheven)
- Progressieve Surinaamse Volkspartij (PSV) (opgeheven)
- Partij Suriname (PS) (opgeheven)

## Aantal

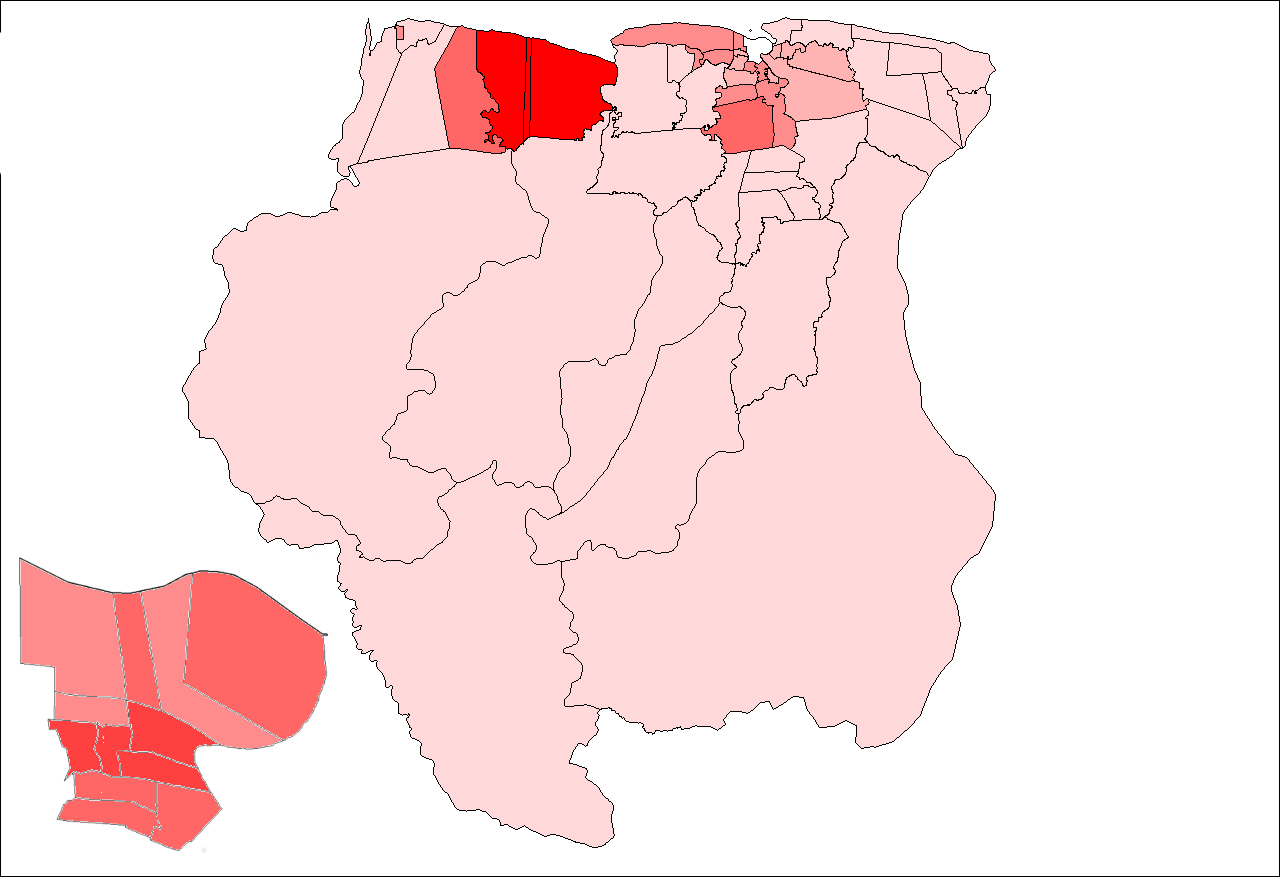
Choropletenkaart van de verdeling van de creolen over de ressorten van Suriname

Bij de volkstelling van 2012 identificeerden 84.933 mensen zich als creools. Zij vormen hiermee 15,7% van de totale Surinaamse bevolking en zijn de derde grootste bevolkingsgroep in Suriname, na de Hindoestanen (27,4%) en marrons (21,7%). In 2004 identificeerden nog 87.202 mensen (17,7% van de toenmalige Surinaamse bevolking) zich als creools. Sommige creolen identificeren zich als 'Afro-Surinamers' een optie die bij de volkstelling in 2012 werd toegevoegd. Daarnaast beschouwt een groeiend aantal Surinamers zich als gemengd.
Daarnaast waren er ook nog 72.340 mensen van gemengde afkomst. Ook van hen is een aantal van (deels) creoolse afkomst. Creolen komen voor in alle districten van Suriname en in alle ressorten behalve Wanhatti en Galibi.

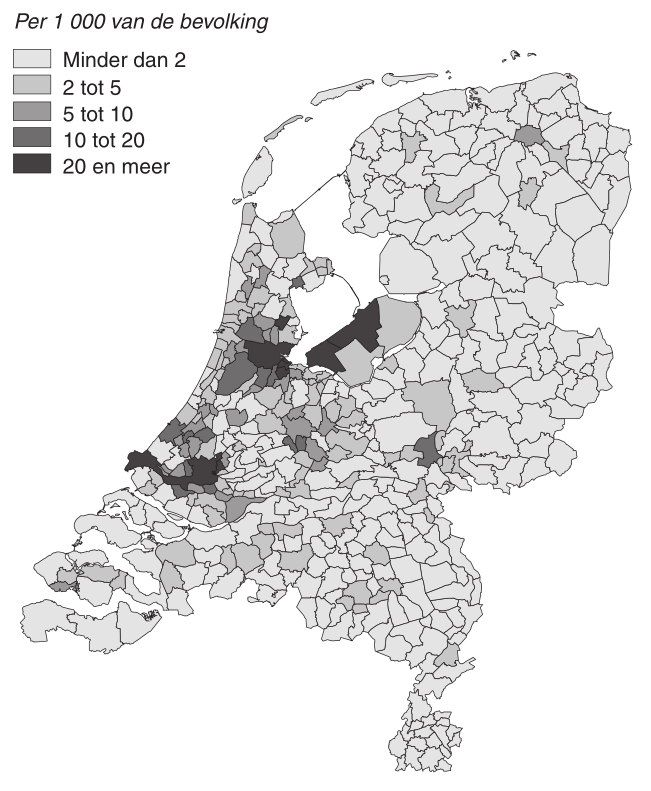
Spreiding van de Creolen in Nederland

Het precieze aantal creolen in Nederland is niet exact bekend, aangezien het Centraal Bureau voor de Statistiek enkel het land van herkomst bijhoudt, niet de etniciteit. Naar schatting zijn er 132.000 creolen in Nederland. Zij wonen vooral in Amsterdam, Rotterdam, Almere en Lelystad.

## Taal
Historisch was enkel het Sranantongo de moedertaal van de creolen; slaven mochten absoluut niet het Nederlands leren en spreken. In 1876 werd de leerplicht ingevoerd met het Nederlands als enige onderwijstaal.

## Cultuur
De creoolse cultuur is een versmelting van verschillende culturen: die van de slavenhouders (vooral Engelsen, Zeeuwen, Hollanders en Joden), die van de verscheidene Afrikaanse stammen waartoe de voorouders van de creolen behoorden en die van de inheemsen, die in de begintijd ook als "rode slaven" op de plantages gebruikt werden.
Er bestaat een cultureel onderscheid tussen de verschillende sociale lagen ("culturele ambivalentie"). De cultuur van de elite en middenklasse gaat grotendeels terug naar de cultuur van de vrije kleurlingen tijdens de periode van slavernij. Deze mensen onderhielden intensief contact met de blanken en identificeerden zich ook sterk met hen (velen hadden immers blanke voorouders.) Zij hebben hierdoor al tijdens de slaventijd meer van de westerse cultuur overgenomen en deze assimilatie heeft zich voortgezet. De acculturatiepolitiek van het gouvernement op het einde van de 19de en begin van de 20ste eeuw richtte zich vooral op het onderwijs, waaraan de kinderen van de midden- en bovenklasse meer deelnamen.
De lagere klassen, daarentegen, werd de westerse cultuur actief onthouden. Men vreesde immers dat de slaven opstandig zouden worden als zij te veel kennis zouden hebben. De kerstening van de slaven heeft daarom lange tijd geduurd en onderwijs aan slavenkinderen werd pas in 1844 toegestaan. Ook zij zijn later beïnvloed door de acculturatiepolitiek, maar de laag westerse cultuur is bij hen veelal nog dun.
De traditionele kleding van vrouwelijke creolen in Suriname is de koto in combinatie met de angisa (op speciale manier gebonden hoofddoek). Deze klederdracht wordt nog steeds gedragen op feestelijke gelegenheden. Vrouwelijke marrons prefereren daarentegen de pangi als kledij.

#### Religie
De religie van de creolen is veelal het christendom. Vooral de Rooms-Katholieke Kerk, de Evangelische Broedergemeente Suriname en de Pinksterbeweging hebben veel leden. De Pinksterbeweging of Volle Evangelie is in de 21 eeuw sterk opgekomen. De traditionele religie is Winti, een versmelting van meerdere traditionele Afrikaanse religies waarbij het geloof in een groot aantal geesten ("winti's") centraal staat. Ook hiervoor lijkt een toenemende interesse. Bij de laatste volkstelling, in 2012, is wat betreft religie geen onderscheid gemaakt naar etnische groepering.